# ...Baby One More Time
«…Baby One More Time» — перший сингл із однойменного дебютного альбому американської співачки Брітні Спірс.
Сингл дебютував на 17-му місці хіт-параду Billboard Hot 100, але зумів досягти першого місця, на котрому протримався 2 тижні. Світові продажі синглу становлять 8 654 000 екземплярів.
«…Baby One More Time» є найуспішнішим синглом Спірс на теперішній час.

## Музичне відео
Режисером, першого в кар'єрі Спірс, музичного кліпу виступив Найджел Дік. Зйомки проходили в 1998 році в школі Venice High School, штат Каліфорнія.
Спочатку планувалося, що кліп буде мальованим, розрахованим на дитячу аудиторію. Однак, Спірс ця ідея не сподобалася, і було вирішено знімати кліп у шкільній обстановці.
Відео починається зі сцени, в якій Спірс показана нудьгуючою на уроці в кінці навчального дня. Дзвонить дзвінок, Спірс із однокласниками вибігає в коридор і починає танцювати. Потім одягнена в спортивний костюм Спірс танцює на вулиці. Далі дія переходить в шкільний спортзал. Спірс сидить на лавці та спостерігає за своїм коханим. Кліп закінчується сценою у класі, яка дає зрозуміти, що все відбувалося лише у мріях Спірс.

## Список композицій
США
1. «…Baby One More Time» — 3:30
2. «Autumn Goodbye» — 3:41
3. Відеокліп «…Baby One More Time»

Австралія
1. «…Baby One More Time» — 3:30
2. «…Baby One More Time» [Instrumental] — 3:30
3. «Autumn Goodbye» 3:41
4. «…Baby One More Time» [Davidson Ospina Club Mix] — 5:40
5. Відеокліп «…Baby One More Time»

Європа
1. «…Baby One More Time» — 3:30
2. «…Baby One More Time» [Sharp Platinum Vocal Remix] — 8:11
3. «…Baby One More Time» [Davidson Ospina Club Mix] — 5:40

Японія
1. «…Baby One More Time» [Spoken Introduction Full] — 0:12
2. «…Baby One More Time» [Spoken Introduction Edit] — 0:04
3. «…Baby One More Time» — 3:30

## Позиції в чартах
| Чарти                            | Пік Позиція |
| -------------------------------- | ----------- |
| United World Chart               | 1           |
| Austrian Singles Chart           | 1           |
| Australian ARIA Singles Chart]   | 1           |
| Belgian Singles Chart            | 1           |
| Canadian Singles Chart           | 1           |
| Danish Singles Chart             | 1           |
| Dutch Singles Chart              | 1           |
| European Singles Chart           | 1           |
| French Singles Chart             | 1           |
| German Singles Chart             | 1           |
| Irish Singles Chart              | 1           |
| Israeli Singles Chart            | 1           |
| Italian Singles Chart            | 1           |
| New Zealand RIANZ Singles Chart  | 1           |
| Norwegian Singles Chart          | 1           |
| Philippine Chart                 | 1           |
| Portuguese Singles Chart         | 1           |
| Russian Singles Chart            | 1           |
| Spanish Singles Chart            | 1           |
| Swedish Singles Chart            | 1           |
| Swiss Singles Chart              | 1           |
| UK Singles Chart                 | 1           |
| U.S. Billboard Hot 100           | 1           |
| U.S. Billboard Top 40 Mainstream | 1           |

## Сертифікація
| Регіон | Сертифікація  | Продажі    |
| --- | ------------- | ---------- |
| Австралія (ARIA) | 3× Платиновий | 210 000^   |
| Австрія (IFPI Austria) | Платиновий    | 50 000*    |
| Бельгія (BEA) | 3× Платиновий | 150 000*   |
| Данія (IFPI Denmark) | Золотий       | 45 000     |
| Франція (SNEP) | Платиновий    | 500 000*   |
| Німеччина (BVMI) | 3× Золотий    | 750 000^   |
| Італія (FIMI) | Золотий       | 25 000     |
| Нідерланди (NVPI) | Платиновий    | 75 000^    |
| Нова Зеландія (RIANZ) | Платиновий    | 10 000*    |
| Норвегія (IFPI Norway) | 2× Платиновий |            |
| Португалія (AFP) | Золотий       | 20 000     |
| Швеція (IFPI Sweden) | Платиновий    | 30 000^    |
| Швейцарія (IFPI Switzerland) | Платиновий    | 50 000^    |
| Велика Британія (BPI) | 3× Платиновий | 2,000,000  |
| США (RIAA) | Платиновий    | 1 923 000  |
| Підсумки |               |            |
| Worldwide | —             | 10 000 000 |
| *продажі, що базуються лише на сертифікаціях · ^відвантаження, що базуються лише на сертифікаціях · продажі+прослуховування, що базуються лише на сертифікаціях |               |            |